# Fife, Washington
Fife är en ort i Pierce County i delstaten Washington, USA.